# 존 애슈턴
존 애슈턴(John Ashton, 1948년 2월 22일 ~ 2024년 9월 26일)은 미국의 배우이다.

## 출연 작품
- 미들 맨 (2009)
- 몬스터 트루퍼스 (2007)
- 가라, 아이야, 가라 (2007)
- 인스팅트 (1999)
- 미트 더 디들스 (1998)
- 아발란체 (1998)
- 히 스탠드 (1996)
- 슈터 (1995)
- 패스트 머니 (1995)
- 미네소타 트윈스 (1994)
- 독 안에 들어간 쥐 (1994)
- 토미노커스 (1993)
- 빼앗긴 이름 (1989)
- 집에 가고 싶어 (1989)
- 결혼의 조건 (1988)
- 미드나잇 런 (1988)
- 사랑시대 (1987)
- 비버리 힐스 캅 2 (1987)
- 라스트 리소트 (1986)
- 스트레인저 (1986)
- 킹콩 2 (1986)
- 비버리 힐스 캅 (1984)
- 총알탄 사나이 - TV 시리즈 (1982)
- 홍키 통키 프리웨이 (1981)
- 국경선 (1980)
- 달라스 (1978)